# Primera División Uruguaya 1980
La 77ª edizione della Primera División Uruguaya si svolse nel 1980; giocarono quattordici squadre e fu vinta dal Nacional.

## Classifica finale
| Pos. | Squadra              | G  | V  | N  | P  | GF | GS | Punti |
| ---- | -------------------- | -- | -- | -- | -- | -- | -- | ----- |
| 1    | Nacional             | 26 | 19 | 3  | 4  | 53 | 21 | 41    |
| 2    | Montevideo Wanderers | 26 | 13 | 9  | 4  | 36 | 16 | 35    |
| 3    | Peñarol              | 26 | 12 | 8  | 6  | 33 | 23 | 32    |
| 4    | Bella Vista          | 26 | 11 | 9  | 6  | 43 | 30 | 31    |
| 5    | Defensor             | 26 | 12 | 6  | 8  | 35 | 27 | 30    |
| 6    | Cerro                | 26 | 8  | 12 | 6  | 32 | 28 | 28    |
| 7    | Sud América          | 26 | 9  | 8  | 9  | 39 | 32 | 26    |
| 8    | Danubio              | 26 | 8  | 10 | 8  | 30 | 34 | 26    |
| 9    | Progreso             | 26 | 7  | 10 | 9  | 31 | 36 | 24    |
| 10   | Fénix                | 26 | 7  | 8  | 11 | 29 | 39 | 22    |
| 11   | Miramar              | 26 | 6  | 8  | 12 | 24 | 31 | 20    |
| 12   | River Plate          | 26 | 6  | 8  | 12 | 31 | 46 | 20    |
| 13   | Huracán Buceo        | 26 | 5  | 7  | 14 | 19 | 33 | 17    |
| 14   | Rentistas            | 26 | 3  | 6  | 17 | 14 | 53 | 12    |

G = Partite giocate; V = Vittorie; N = Nulle/Pareggi; P = Perse; GF = Goal fatti; GS = Goal subiti; 

## Classifica marcatori
| Gol |  |  | Giocatore     | Squadra     |
| --- |  |  | ------------- | ----------- |
| 19  |  |  | Jorge Siviero | Sud América |